# Plistonax ariasi
Plistonax ariasi là một loài bọ cánh cứng trong họ Cerambycidae.